# درگیری‌های مرزی روسیه و منچو
درگیری‌های مرزی دودمان چینگ و روسیه تزاری (۱۶۵۲–۱۶۸۹) سلسله درگیری‌هایی میان دودمان چینگ و روسیه تزاری بود. روس‌ها در نهایت در فتح منطقه شمالی رود آمور ناکام ماندند. اوج درگیری مربوط به محاصره منطقه قزاق‌نشین آلبازین در ۱۶۸۶ میلادی بود و سرانجام منجر به انعقاد پیمان نرچینسک در ۱۶۸۹ شد. روس‌ها طبق قرارداد موظف شدند که منطقه مورد ادعا را به چین بازگردانند.